# Ilayangudi
Ilayangudi  es una ciudad y nagar Panchayat situada en el distrito de Sivaganga en el estado de Tamil Nadu (India). Su población es de 24767 habitantes (2011). Se encuentra a 31 km de Sivaganga y a 73 km de Madurai.

## Demografía
Según el censo de 2011 la población de Ilayangudi era de 24767 habitantes, de los cuales 12448 eran hombres y 12319 eran mujeres. Ilayangudi tiene una tasa media de alfabetización del 88,94%, superior a la media estatal del 80,09%: la alfabetización masculina es del 93,03%, y la alfabetización femenina del 84,83%.